# Râul Gârbova, Secaș
Râul Gârbova este un curs de apă, afluent al râului Secaș. 